# Kill List
Pour plus de détails, voir Fiche technique et Distribution.
Kill List est un film britannique réalisé par Ben Wheatley, sorti en 2011.

## Synopsis
Deux amis, un contrat, une famille.
Un couple qui se déchire. Jay en déprime, Shel sa femme ne peut plus assumer seule les finances de leur famille. Jay devenu tueur à gage après une mission militaire ratée à Kiev, et son ami Gal acceptent un travail. Un contrat et une liste de noms. Des gens à éliminer.
Une descente aux enfers dans la perversité de l'âme humaine à chaque nom rayé de la liste. Qui s'en sortira indemne ?

## Fiche technique
- Titre : Kill List
- Réalisation : Ben Wheatley
- Scénario : Ben Wheatley & Amy Jump (en)
- Musique : Jim Williams
- Photographie : Laurie Rose (en)
- Montage : Robin Hill, Ben Wheatley & Amy Jump (en)
- Production : Claire Jones & Andrew Starke
- Sociétés de production : Warp X & Rook Films
- Société de distribution : Optimum Releasing
- Pays :  Royaume-Uni
- Langue : Anglais, Suédois
- Format : Couleur - 2.35:1
- Genre : Thriller
- Durée : 95 min
- Dates de sortie : 
  - Royaume-Uni : 2 septembre 2011
- Film interdit aux moins de 16 ans en France.

## Distribution
- Neil Maskell (VF : David Krüger) : Jay
- MyAnna Buring (VF : Sandra Valentin) : Shel
- Michael Smiley : Gal
- Emma Fryer (VF : Rafaèle Moutier) : Fiona
- Harry Simpson : Sam
- Struan Rodger : le client
- Mark Kempner (VF : Philippe Catoire) : l'archiviste
- Ben Crompton (VF : Éric Legrand) : Justin
- Robin Hill : Stuart

## Distinctions

### Récompenses
- 2011 : Meilleur acteur dans un second rôle pour Michael Smiley à la 14e cérémonie des British Independent Film Awards
- 2012 : grand prix long métrage au festival Hallucinations collectives